# Vobbia
Vobbia é uma comuna italiana da região da Ligúria, província de Génova, com cerca de 497 habitantes. Estende-se por uma área de 33 km², tendo uma densidade populacional de 15 hab/km². Faz fronteira com Busalla, Carrega Ligure (AL), Crocefieschi, Isola del Cantone, Mongiardino Ligure (AL), Valbrevenna.

## Demografia
| Variação demográfica do município entre 1861 e 2011                               |
|                                                                                   |
| Fonte: Istituto Nazionale di Statistica (ISTAT) - Elaboração gráfica da Wikipedia |